# The Other Man (film, 2008)
Pour les articles homonymes, voir The Other Man.
Pour plus de détails, voir Fiche technique et Distribution.
The Other Man est un film américano-britannique de Richard Eyre sortie en 2008.

## Synopsis
Peter découvre que sa femme Lisa, récemment disparue, a reçu des messages d’un homme dont il n’a jamais soupçonné l’existence. N’écoutant pas les conseils de sa fille Abigail, c’est un Peter blessé et plein de ressentiment qui s’envole pour Milan à la recherche du mystérieux Ralph afin de découvrir la vérité sur cet autre homme...

## Fiche technique
- titre original et français : The Other Man
- Réalisation : Richard Eyre
- Scénario : Richard Eyre et Charles Wood, d'après une nouvelle de Bernhard Schlink, issue du recueil Liebesfluchten (Amours en fuite) parue en 2001
- Directeur de la photographie : Hans Zambarloukos
- Décors : Gemma Jackson
- Costumes : Consolata Boyle
- Casting : Nina Gold
- Montage : Tariq Anwar
- Musique originale : Stephen Warbeck
- Producteurs : Frank Doegler, Michael Dreyer, Richard Eyre, Mary Beth O'Connor, David Richental et Tracey Scoffield
- Société de production : Rainmark Films, Gotham Productions
- Pays de production :  États-Unis,  Royaume-Uni
- Langue originale : anglais
- Genre : Drame et thriller
- Début du tournage : 14 février 2008
- Lieux de tournage : Royaume-Uni, Italie
- Durée : 90 minutes
- Date de sortie en salles :
  - Canada : 7 septembre 2008 (présentation au festival du film de Toronto)
  - Royaume-Uni : 17 octobre 2008 (présentation au festival du film de Londres)
  - États-Unis : 3 décembre 2008 (présentation à New York et à Los Angeles) ; 25 décembre 2008
  - France : 27 mai 2009

## Distribution
- Liam Neeson (VF : Claude Giraud) : Peter
- Antonio Banderas (VF : Pierre-François Pistorio) : Ralph
- Laura Linney : Lisa
- Romola Garai : Abigail
- Laurence Richardson : Mark
- Craig Parkinson : George
- Abigail Canton : Designer
- Richard Graham : Eric

## Autour du film
- Laura Linney remplace au pied levé Juliette Binoche. Ce film permet à l'actrice de retrouver Liam Neeson : en 2002 au théâtre, ils ont joué dans Les Sorcières de Salem, mis en scène... par Richard Eyre, puis se sont croisés sur le tournage de Love Actually (sans y avoir de scènes ensemble), puis jouent ensemble dans Docteur Kinsey - Parlons sexe !, Liam Neeson incarnant le controversé Alfred Kinsey et Laura Linney interprétant la femme de Kinsey.
- Le film fut présenté au festival du film de Toronto et au festival du film de Londres.